# Tajemnica statuetki
Tajemnica statuetki – polska gra przygodowa na PC, wydana 12 lutego 1993 roku na 2 dyskietkach przez firmę Metropolis Software jako debiut wydawniczy studia.
Gra została napisana w asemblerze, jej autorami są: Adrian Chmielarz, Grzegorz Miechowski i Andrzej Michalak. Gra należy do pierwszoosobowych, sterowanie odbywa się za pomocą myszy, interakcja z otoczeniem odbywa się poprzez menu w dolnej części ekranu (dostępnych jest sześć czynności, inwentarz oraz mapa). Produkcja w początkowych fazach miała mieć ręcznie rysowaną grafikę, jednak zrezygnowano z takiej oprawy na rzecz zdigitalizowanych zdjęć. Fotografie użyte w grze zrobiono m.in. na Lazurowym Wybrzeżu, w Saint Tropez, Nicei i Monte Carlo, a także w luterańskim zborze w Jędrzychowicach.
Planowano wydanie kontynuacji gry na CD, wykonano nawet serie zdjęciowe, jednakże projekt zawieszono.

## Fabuła
Głównym bohaterem gry jest młody agent Interpolu John Pollack, którego zadaniem jest rozwikłanie zagadki kradzieży relikwii z różnych części świata. W całą sprawę jest zamieszany Joachim Wadner – były komandos CIA.

## Odbiór
Gra nie zachwyciła recenzentów, którzy wytykali jej zbytni dystans dzielący ją od produkcji zachodnich. Jacek Marczewski z Secret Service przyrównał Tajemnicę statuetki do gier tekstowych, z uwagi na brak animacji i ograniczoną oprawę dźwiękową. Poziom trudności zagadek był też uznany za wygórowany, a w grze czasami należało precyzyjnie szukać elementów niewielkich rozmiarów, by popchnąć rozgrywkę dalej. Chwalono za to scenariusz jako okraszoną humorem historię kryminalną, która pod koniec przeradza się w horror.
Sprzedano prawie 5000 egzemplarzy gry.